# Kuššar
Kuššar byl v době bronzové městský stát v Anatolii, který sehrál mimořádnou roli ve formování starochetitské říše. Není jisté, kde přesně se nacházel; je totiž znám jen z písemných pramenů. Ty zmiňují všehovšudy dva krále Kuššasru – Pitchánaše, dobyvatele Kaneši, a jeho syn Anittaše, jenž porazil zase Chattijce a zničil jejich hlavní město Chattušaš. Později se Kuššar stal součástí zmíněné starochetitské říše, ale přesto si zachoval určitý význam, což dokazuje, že se chetitský král Chattušiliš I. jednou nazval „mužem z Kuššaru“.